# Thiago Seyboth Wild
Thiago Seyboth Wild (n. 10 martie 2000, Marechal Cândido Rondon, Paraná, Brazilia) este un jucător de tenis brazilian. A câștigat titlul de simplu pentru juniori de la US Open 2018. Cea mai bună clasare a sa la simplu este locul 58 mondial, în mai 2024, iar la dublu locul 197 mondial, în mai 2023.